# 湯浜温泉

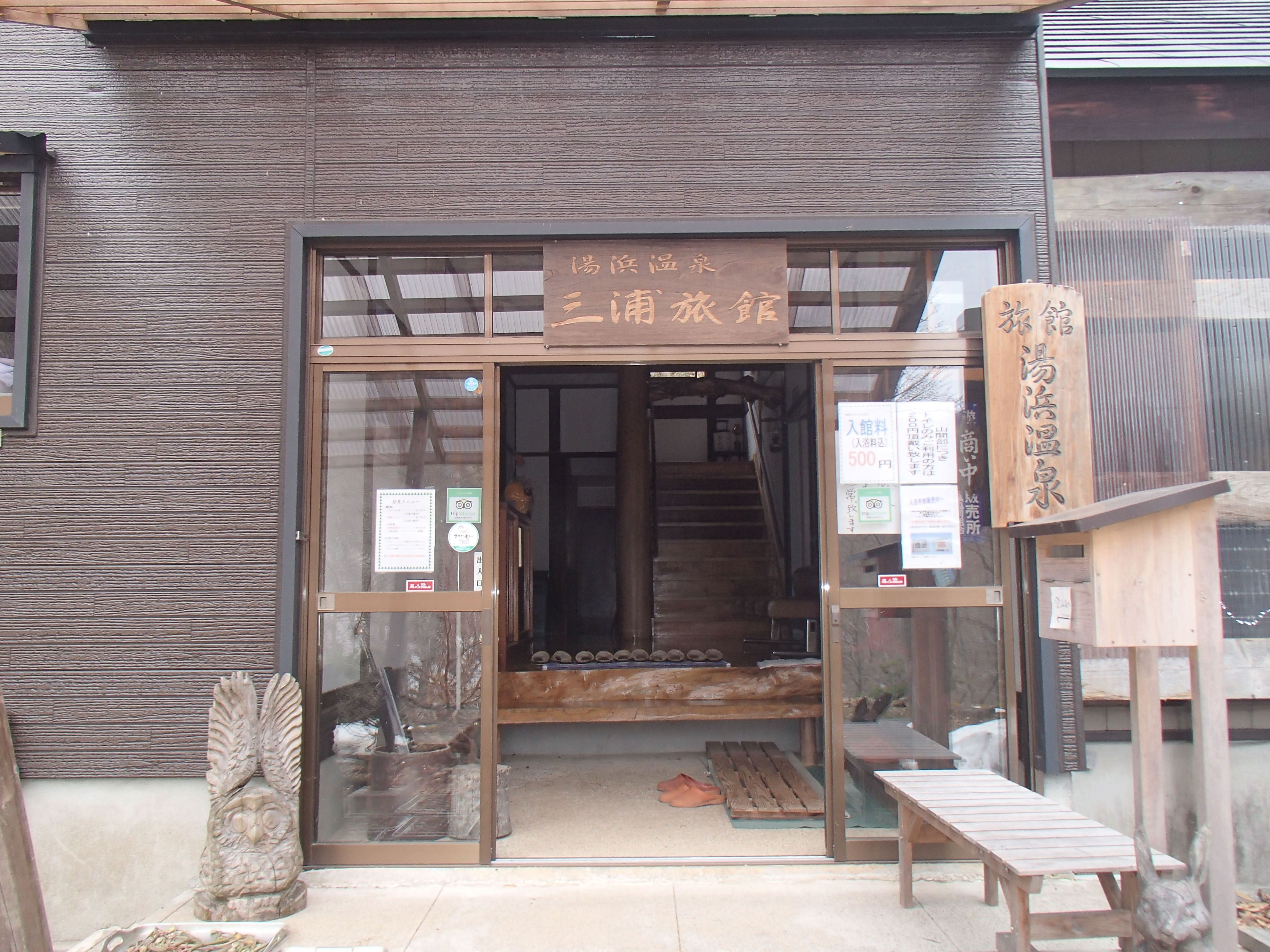

湯浜温泉（ゆはまおんせん）は、宮城県栗原市（旧国陸奥国、明治以降は陸前国）にある温泉。

## 泉質
- 単純温泉
- 単純硫黄泉

## 温泉地
一軒宿が存在するのみである。一軒宿には電気が引かれておらず、ランプの宿としても有名である。冬期間は温泉地へアクセスする道路（国道398号）が冬期閉鎖しているため、温泉も営業休止している。2008年6月の岩手・宮城内陸地震で大きな被害を受け、2009年より休業。2013年から営業再開。

## アクセス
- 車 : 東北自動車道築館ICから約90分。国道398号を北上し、上滝で母沢を越え、その後は徒歩。